# 大原万由子
大原 万由子（おおはら まゆこ、6月22日 - ）は、日本の女優。元宝塚歌劇団雪組の男役。
東京都目黒区、八雲学園高等学校出身。身長168cm。血液型B型。愛称は「ひなた」。
宝塚歌劇団時代の芸名は陽向 春輝（ひなた はるき）。
所属事務所はバニラモデルマネージメント。

## 来歴
2011年、宝塚音楽学校入学。
2013年、音楽学校卒業後、宝塚歌劇団に99期生として入団。入団時の成績は20番。雪組公演「ベルサイユのばら」で陽向春輝として初舞台。
2014年、組まわりを経て雪組に配属。
2019年2月10日、「ファントム」東京公演千秋楽をもって、宝塚歌劇団を退団。
退団後は大原万由子と改名し、2.5次元の舞台を中心に活動の場を広げている。

## 宝塚歌劇団時代の主な舞台

### 初舞台
- 2013年4 - 5月、雪組『ベルサイユのばら-フェルゼン編-』（宝塚大劇場）

### 組まわり
- 2013年6 - 7月、雪組『ベルサイユのばら-フェルゼン編-』（東京宝塚劇場）
- 2013年9 - 12月、宙組『風と共に去りぬ』

### 雪組時代
- 2014年3月、『ベルサイユのばら-オスカルとアンドレ編-』（全国ツアー） - 侍童
- 2014年6 - 8月、『一夢庵風流記 前田慶次』 - 新人公演：庄司甚内（本役：月城かなと）『My Dream TAKARAZUKA』
- 2014年10 - 11月、『パルムの僧院-美しき愛の囚人-』（バウホール） - 少年ファブリス
- 2015年1 - 3月、『ルパン三世 -王妃の首飾りを追え!-』 - 新人公演：アンリ（本役：帆風成海）『ファンシー・ガイ!』
- 2015年5 - 6月、『アル・カポネ-スカーフェイスに秘められた真実-』（ドラマシティ・赤坂ACTシアター） - ダニエル
- 2015年7 - 10月、『星逢一夜（ほしあいひとよ）』 - 悪道たち、新人公演：ちょび康（康吉）（本役：彩風咲奈）『La Esmeralda（ラ エスメラルダ）』[3]
- 2015年11 - 12月、『哀しみのコルドバ』 - マリオ『La Esmeralda（ラ エスメラルダ）』（全国ツアー）
- 2016年2 - 5月、『るろうに剣心』 - 新人公演：斎藤一（本役：彩風咲奈）[3]
- 2016年6 - 8月、『ローマの休日』（中日劇場・赤坂ACTシアター・梅田芸術劇場） - アシスタント／肉屋／諜報部員
- 2016年10 - 12月、『私立探偵ケイレブ・ハント』 - 新人公演：ダドリー（本役：真那春人）『Greatest HITS!』
- 2017年2月、『New Wave!-雪-』（バウホール）
- 2017年4 - 7月、『幕末太陽傳（ばくまつたいようでん）』 - 伊藤春輔、新人公演：仏壇屋倉造（本役：悠真倫）／気病みの新公（本役：叶海世奈）『Dramatic “S”!』[3]
- 2017年8 - 9月、『琥珀色の雨にぬれて』 - ピエール『“D”ramatic S!』（全国ツアー）
- 2017年11 - 2018年2月、『ひかりふる路（みち）〜革命家、マクシミリアン・ロベスピエール〜』 - ポール・バラス、新人公演：タレーラン・ペリゴール（本役：夏美よう）『SUPER VOYAGER!』
- 2018年3 - 4月、『義経妖狐夢幻桜（よしつねようこむげんざくら）』（バウホール） - ヨシモリ
- 2018年6 - 9月、『凱旋門』 - 市民男（ギャルソン）、新人公演：ローゼンフェルト（本役：永久輝せあ）『Gato Bonito!!』
- 2018年11 - 2019年2月、『ファントム』 - ポリニー、新人公演：アラン・ショレ（本役：朝美絢／彩凪翔） 退団公演[3]

## 宝塚歌劇団退団後の主な活動

### 舞台
- 2019年12月、『トラブルショー』（IMAホール） - 安奈[5]
- 2020年1月、『ある家族 ーそこにあるものー』 （新宿角座）[6]
- 2020年2月、『グロリア』（赤坂レッドシアター）[7]
- 2020年3月、『スター誕生』（シアターグリーン） - 花山千寿[8]
- 2020年8月、『野の花』（中目黒キンケロ・シアター） - パウラ[9]
- 2020年10月、『冥途喫茶』（シアターグリーン）[10]
- 2021年6月、『From BROADWAY WITH LOVE』（CBGKシブゲキ!!） - ライアン[11]
- 2021年7 - 11月、「『オープニングナイト』〜桜咲高校ミュージカル部〜」（新国立劇場 中劇場）[12]
- 2022年1月、『ゴーストたちの純情』（シアターグリーン）[13]
- 2022年4 - 5月、「『僕のヒーローアカデミア』 The“Ultra”Stage 平和の象徴」（KAAT神奈川芸術劇場・メルパルク大阪・TOKYO DOME CITY HALL） - マンダレイ[14]
- 2022年6月、『Written by…〜恋のゴーストライター〜』（新宿村LIVE） - ミランダ[15]
- 2022年7月、『サンブンノイチ』（神戸三宮シアター・エートー）[16]
- 2022年9 - 10月、「『鬼滅の刃』其ノ参・無限夢列車」（TOKYO DOME CITY HALL・京都劇場）[17]
- 2022年12月、『スクールアイドルミュージカル』（新国立劇場・梅田芸術劇場）[18]
- 2022年12月、『バックステージオンファイア」[19]
- 2023年3月、『サンブンノイチ』（新宿シアターモリエール）[20]
- 2023年4月、「『僕のヒーローアカデミア』The “Ultra” Stage 最高のヒーロー」（銀河劇場・AiiA 2.5 Theater Kobe・日本青年館）[21]
- 2023年8月、『PRINCESS TOYOTOMI』（CBGKシブゲキ!!・近鉄アート館） - 茶々[22]
- 2023年10 - 11月、『Greatest Dream』（東京建物 Brillia HALL・梅田芸術劇場）[23]
- 2024年4月、『美少女戦士セーラームーン』（IMM THEATER） - ジェダイト[24]
- 2024年12月、『RUNWAY』（梅田芸術劇場・KAAT神奈川芸術劇場）[25]
- 2025年2月、『Le Lien～ル・リヤン2025～』（中野テアトルBONBON）主演[26]
- 2025年4 - 5月、『未来へのOne Step！～世界を結ぶ愛の歌声～』（関西万博EXPOホール「シャインハット」・東京国際フォーラム・梅田芸術劇場）[27]

### 映画
- 『ル・ジャルダンへようこそ』（2024年10月-、テンダープロ・日本映画振興財団） - 沙織[28]

### CM出演
- 『Yogibo』（2024年5月-）[29]